# 1761
Перша наукова революція •  Просвітництво • Глухівський період в історії Гетьманщини •  Російська імперія

## Геополітична ситуація
Султаном Османської імперії є Мустафа III (до 1774). Під владою османів перебувають Близький Схід та Єгипет, Середземноморське узбережжя Північної Африки, частина Закавказзя, значні території в Європі: Греція, Болгарія та Сербія. Васалами османів є Волощина та Молдова.
Священна Римська імперія охоплює, крім німецьких земель, Угорщину з Хорватією, Трансильванію, Богемію, Північну Італію, Австрійські Нідерланди. Її імператор — Франц I (до 1765). Марія-Терезія має титул королеви Угорщини. Королем Пруссії є Фрідріх II (до 1786).
У Франції править Людовик XV (до 1774). Франція має колонії в Північній Америці та Індії. В Іспанії — Карл III (до 1788). Королівству Іспанія належать південь Італії, Нова Іспанія, Нова Гранада та Віцекоролівство Перу в Америці, Філіппіни. У Португалії королює Жозе I (до 1777). Португалія має володіння в Бразилії, в Африці, в Індії, в Індійському океані й Індонезії.
Північ Нідерландів займає Республіка Об'єднаних провінцій. Вона має колонії в Північній Америці, Індонезії, на Формозі та на Цейлоні. На троні Великої Британії сидить Георг III (до 1820). Британія має колонії в Північній Америці, на Карибах та в Індії. Король Данії та Норвегії — Фредерік V (до 1766), на шведському троні сидить Адольф Фредерік (до 1771). На Апеннінському півострові незалежні Венеціанська республіка та Папська область. У Речі Посполитій королює Август III Фрідріх (до 1763). На троні Російської імперії сидить Єлизавета Петрівна (до 1762).
Україну розділено по Дніпру між Річчю Посполитою та Російською імперією. Гетьман України — Кирило Розумовський. Нова Січ є пристановищем козаків. Існує Кримське ханство, якому підвладна Ногайська орда.
В Ірані фактично править династія Зандів при номінальному правлінні сефевіда Ісмаїла III.
Значними державами Індостану є Імперія Великих Моголів, Імперія Маратха. Зростає могутність Британської Ост-Індійської компанії. У Китаї править Династія Цін. У Японії триває період Едо.

## Події

### В Україні
- Кошовим отаманом Війська Запорозького знову став Григорій Лантух.

### У світі
- 14 січня Ахмад Шах Дуррані завдав поразки імперії Маратха у Третій Паніпатській битві і відновив правління Шаха Алама II в імперії Великих Моголів.
- Семирічна війна:
  - 16 січня британці захопили французький форпост в Індії Пондішері.
  - 1 квітня Російська та Австрійська імперії поновили союзний договір.
  - 15 серпня французький король Людовик XV та іспанський король Карл III підписали третю сімейну угоду, яка залучала Іспанію до участі у війні.
  - 16 грудня, після чотиримісячної облоги, росіяни під проводом Петра Рум'янцева взяли фортецю Кольберг.
- 6 серпня Паризький парламент постановив закрити всі навчальні заклади, що перебували під впливом єзуїтів.
- 29 серпня черокі почали перемовини з британськими поселенцями про замирення. 17 листопада перемовини закінчилися підписанням мирної угоди.
- 19 вересня Португалія заборонила работоргівлю.
- 5 жовтня англійський король Георг III відправив у відставку з посади державного секретаря південного відділу Вільяма Пітта.
- 11 листопада новий британський держсекретар південного відділу проголосив політику заборони на земельні гранти на територіях поселення індіанців.
- 26 листопада іспанці придушили повстання мая.
- У грудні 1761 за юліанським календарем (5 січня 1762 за григоріанським) Петро III вступив на російський престол.

### Наука та культура
- Йоганн Генріх Ламберт знайшов доведення ірраціональності числа пі.
- Побачив світ епістолярний роман Жана-Жака Руссо «Юлія, або Нова Елоїза».
- Лоренс Стерн опублікував третій та четвертий томи роману «Життя і думки Трістрама Шенді, джентльмена».
- Карло Ґоцці написав п'єсу «Любов до трьох апельсинів».

### Зникли
- Графство Шароле

## Народились
див. також Категорія:Народились 1761
- 8 березня — Ян Потоцький, письменник-історик, етнограф і археолог, географ, соціолог, публіцист редактор, видавець бібліограф, драматург романіст
- 24 грудня — Селім III, турецький султан (1789—1807)

## Померли
Дивись також Категорія:Померли 1761
- 7 квітня — Томас Баєс, англійський математик і пресвітеріанський священник.